# Březinka (Slatina)

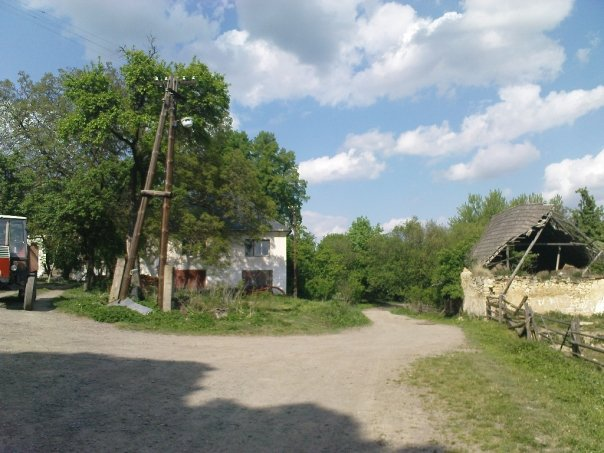
Březinka v květnu 2009

Březinka byla malá vesnice, část obce Slatina v okrese Svitavy. Nacházela se asi 2,5 km na západ od Slatiny. Vedla sem slepá místní komunikace. V roce 1882 uvádí Alois Czerny v Březince 9 domů a 50 obyvatel. V roce 2009 zde bylo evidováno 8 adres. V roce 2001 zde trvale žil jeden obyvatel. V současnosti (2022) je srovnána se zemí kvůli rozšiřování těžby lupku (společnost P-D Refractories CZ, následník MŠLZ).
Březinka je také název katastrálního území o rozloze 1,34 km².

## Těžba lupku a skládka v lomu
V bezprostředním okolí Březinky byly dobývány žáruvzdorné jíly (lupek), z nichž byl v nedalekých provozech Březina] a Velké Opatovice pálen šamot. Po ražbě štoly v roce 1961 začala důlní těžba, později se začaly jíly dobývat povrchovým způsobem (lom). V říjnu 2009 byl hlubinný důl dotěžen a byla obnoveno povrchové dobývání. Vzniklá jáma byla v letech 1992–2009 využívána jako skládka odpadu, která byla rekultivována. V sousedství byla otevřena druhá skládka s životností zhruba do roku 2030.

## Vývoj počtu obyvatel

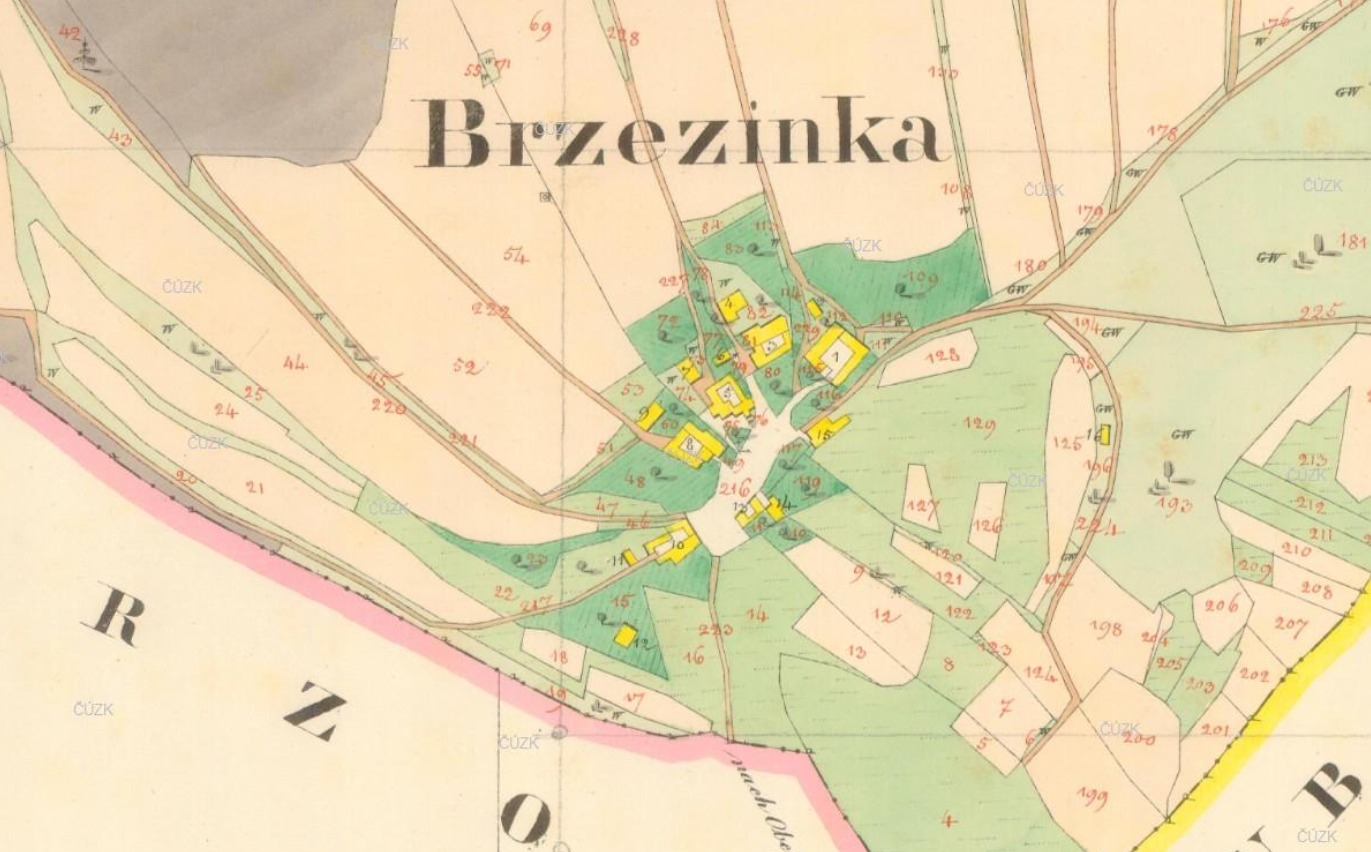
Mapa Březinky na císařských povinných otiscích stabilního katastru (1 : 2 880) – Morava a Slezsko (rok 1835)

| Rok            | 1869 | 1880 | 1890 | 1900 | 1910 | 1921 | 1930 | 1950 | 1961 | 1970 | 1980 | 1991 | 2001 | 2011 | 2021 |
| -------------- | ---- | ---- | ---- | ---- | ---- | ---- | ---- | ---- | ---- | ---- | ---- | ---- | ---- | ---- | ---- |
| Počet obyvatel | 41   | 50   | 44   | 59   | 48   | 55   | 58   | 39   | 37   | 37   | 24   | 2    | 1    | 1    | 1    |
| Počet domů     | 9    | 9    | 9    | 9    | 8    | 8    | 10   | 9    | 9    | 8    | 8    | 8    | 1    | 1    | 1    |